# Grâce Zaadi
Grâce Zaadi Deuna (Courcouronnes, 7 luglio 1993) è una pallamanista francese del CSM Bucarest e della Nazionale di pallamano femminile della Francia, con cui ha partecipato alle Olimpiadi, vincendo la medaglia d'argento a Rio 2016 e quella d'oro a Tokyo 2020..

## Palmarès

### Club
- Division 1: 8

Metz: 2011, 2013, 2014, 2016, 2017, 2018, 2019, 2022
- Coppa di Francia: 5

Metz: 2017, 2019
- Coppa di Lega: 2

Metz: 2011, 2014
- Coppa di Russia: 1

Rostov-Don: 2021

### Nazionale
- Argento olimpico: 1

Rio de Janeiro 2016
- Campionato mondiale

 Oro: Germania 2017
 Argento: Spagna 2021
- Campionato europeo

 Oro: Francia 2018
 Argento: Danimarca 2020
 Bronzo: Svezia 2016
- Oro olimpico: 1

Tokyo 2020

### Individuale
- Miglior playmaker della Division 1: 1

2018
- All-Star Team di pallamano femminile ai Giochi olimpici: 1

Tokyo 2020
- All-Star Team di pallamano femminile al campionato mondiale femminile di pallamano: 2

Germania 2017 Spagna 2021